# مارك بكنغهام
مارك بكنغهام (بالإنجليزية: Mark Buckingham) هو مجدف بريطاني، ولد في 10 نوفمبر 1964 في Wallsend ‏ في المملكة المتحدة.

## وصلات خارجية
- مارك بكنغهام على موقع الاتحاد الدولي للتجديف (الإنجليزية)
- مارك بكنغهام على موقع اللجنة الأولمبية الدولية (الإنجليزية)
- مارك بكنغهام على موقع أوليمبيديا (الإنجليزية)
- مارك بكنغهام على موقع اللجنة الأولمبية البريطانية (الإنجليزية)